# Vlag van de Federale territoria

Vlag van de Federale territoria

De vlag van de Federale territoria is officieel aangenomen op 23 mei 2006. De vlag bestaat uit drie horizontale banen in kleuren uit de nationale vlag: geel, blauw en rood. In het midden staat het embleem van Maleisië met daaronder drie afbeeldingen van de nationale ster. Deze ster, Bintang Persekutuan geheten, heeft veertien benen als een verwijzing naar de dertien Maleisische staten plus de federale territoria.
De drie territoria, Kuala Lumpur, Labuan en Putrajaya hebben elk ook hun eigen vlaggen. Sinds 2006 komen de drie federale territoria tijdens de Sukma Games, een sportevenement waaraan de Maleisische deelgebieden deelnemen, onder de gezamenlijke vlag uit.

Vlaggen van de Federale territoria
Vlag van Kuala Lumpur
Vlag van Labuan
Vlag van Putrajaya